# 日本テレビ系列平日午後3時台のワイドショー枠
日本テレビ系列平日午後3時台のワイドショー枠（にほんテレビけいれつへいじつごご3じだいのワイドショーわく）とは、日本テレビをはじめとするNNS系列で、平日（月曜日 - 金曜日）の15時台に放送されているワイドショーの一覧のこと。

## 歴史
1982年4月にそれまで午後5時台に放送していた『マイスタ芸能ワイド』を午後3時台に移動、『芸能マイスタ』として『2時のワイドショー』（読売テレビ）とのコンプレックス編成として開始する。元々関東ローカル番組を由来としていたことから長らくローカルセールス枠だった。同年10月より放送時間を55分に拡大し、『酒井広うわさのスタジオ』として本格参入を果たす。
1987年の『午後は○○おもいッきりテレビ』開始時には『うわさのうわさ』として実質番組内コーナー扱いとなる。以後芸能ゴシップ路線が続くが、1989年10月開始の『キャッチ』からは社会事件も取材対象に取り入れる。1992年の『ごくらく生テレビ』で一旦は生活情報路線となる。
1993年4月改編にて読売テレビ平日午後2時台のワイドショー枠（当時は『Beアップル2時!』）と統合し、東阪2元放送の2時間ワイドショー『ザ・ワイド』となる。その後、全編東京から放送するようになる。この頃それまで独自編成をしていた札幌テレビや山梨放送、北日本放送らが次々と本枠のネットを受け入れ、ナショナルスポンサーの付いた全国ネット体制を整える。
2007年9月に『ザ・ワイド』は終了し日本テレビとテレビ信州では再放送枠となるが、読売テレビが夕方ワイド番組として放送していた『情報ライブ ミヤネ屋』を同年10月改編で事実上『ザ・ワイド』の後継番組に移行する。これによりそれまで『ザ・ワイド』をネットしていた大半の系列局は『ミヤネ屋』のネットを希望する。日本テレビも2008年4月より午後2時台のみ『ミヤネ屋』のネットを受けつつ、午後3・4時台では関東ローカルの情報番組『アナ☆パラ』を開始する。しかし『ミヤネ屋』の人気とは対照的に『アナ☆パラ』は低迷したため同年9月で終了。現在NNS各局では『ミヤネ屋』を午後2・3時台に跨いで全編ネットしている。

## 主な番組

### 日本テレビ（キー局）における番組変遷
| 番組名                                            | 放送期間                      | 備考 |
| ------------------------------------------------- | ----------------------------- | --- |
| 2時のワイドショー・芸能マイスタ                   | 1982年4月 - 9月               | 『2時のワイドショー』の延長部。延長部は日本テレビ単独制作。17時台のワイドショーが移動。 |
| 酒井広のうわさのスタジオ                          | 1982年10月4日 - 1987年10月2日 | 日本テレビ単独制作。 |
| 午後は○○おもいッきりテレビ・うわさのうわさ        | 1987年10月5日 - 1988年9月30日 | 『午後は○○おもいッきりテレビ』の15時台のコーナー。当コーナーは日本テレビ単独制作。 |
| 芸能スクランブル!!                                | 1988年10月3日 - 1989年3月31日 | 日本テレビ単独制作。 |
| スクランブル3                                     | 1989年4月3日 - 9月29日        | 日本テレビ単独制作。 |
| キャッチ                                          | 1989年10月2日 - 1992年3月27日 | 日本テレビ単独制作。 |
| 峰クンしげるのごくらく生テレビ                    | 1992年3月30日 - 9月           | 日本テレビ単独制作。生活情報番組。 |
| ごくらく生テレビ                                  | 1992年10月 - 1993年4月2日     | 日本テレビ単独制作。生活情報番組。 |
| ザ・ワイド                                        | 1993年4月5日 - 2007年9月28日  | 日本テレビ・読売テレビ共同制作→読売テレビ・日本テレビ共同制作の全国ネット番組（番組開始当初は一部地域で非ネット）。 13:55 - 15:50の2時間枠（番組開始当初は14:00開始の地域あり）。14時台と統合。 |
| （ワイドショー一旦中断）                          |                               | |
| アナ☆パラ                                         | 2008年3月31日 - 7月31日       | 日本テレビ単独制作。情報番組。16時台と統合。当番組のみ月曜 - 木曜での放送。金曜日のみワイドショーの中断を継続。 |
| （ワイドショー2度目の中断）                       |                               | |
| 情報ライブ ミヤネ屋（第2部） →情報ライブ ミヤネ屋 | 2008年9月1日 - 現在           | 読売テレビ単独制作。2008年3月31日から第1部（13:55 - 14:55）がネットセールス番組に昇格している。 第2部はローカルセールスであるが、ネット局が増加し、唯一の非ネット局であった福岡放送でも2011年4月4日 からネット開始で系列28局ネットとなり、 第1部同様完全に全国ネット番組となる。ただし、ローカルセールス枠のままであった。 2014年9月29日から、第1部・第2部の枠切りがなくなり、全編ネットワークセールス枠に変更。 |

## 日本テレビにおけるワイドショー中断期に放送された主な番組

### 日本テレビ
- ドラバラZONE（第2部）（2007年10月1日 - 2008年3月28日） - 日本テレビにおけるワイドショー最初の中断期に放送されたドラマ再放送枠。『ザ・ワイド』の後継番組として14時台の第1部から放送。
- ドラバラPUSH（2008年4月4日 - 8月1日） - 『アナ☆パラ』放送期間中、同番組の放送がなかった金曜日に放送されたドラマ再放送枠。
- ゴゴドラ（第1部）（2008年8月4日 - 29日） - 日本テレビにおけるワイドショー2度目の中断期に放送されたドラマ再放送枠。16時台（当時の第2部）は継続するも、2012年3月で終了。

### テレビ信州
- ドラバラZONE（第2部）（2007年10月1日 - 12月28日） 
日本テレビにおけるワイドショー最初の中断前期に放送されたドラマ再放送枠。日本テレビと同時ネット。『ザ・ワイド』の後継番組として14時台の第1部から放送。2008年1月7日からは当番組の後継番組として『情報ライブ ミヤネ屋』の（第1部・）第2部をネット開始。

### 読売テレビ
- 情報ライブ ミヤネ屋（第2部）（2007年10月1日 - 2008年8月31日[1]）
日本テレビにおける2度のワイドショーの中断期間も含め、当時間帯に放送されたワイドショー。2007年12月28日までは日本テレビ・テレビ信州以外の系列26局が、2008年3月28日までは日本テレビ以外の系列27局がそれぞれネットしていた。このうち、多くの系列局が第1部・第2部をセットでネットしていたが、第1部のみのネット局も数局存在した。また、ネットセールス化前の第1部は非ネット局（日本テレビ・広島テレビおよび2007年12月28日までのテレビ信州）があったが、2008年9月26日まで存在した第3部は読売テレビ・中京テレビ・広島テレビおよび第1部ネットセールス化後の西日本放送がネットしていた。なお、2008年9月1日からは日本テレビでも第2部までネットするようになった。

### 福岡放送
- めんたいワイド（2007年10月1日 - 2011年3月10日[3]）
日本テレビにおける2度のワイドショーの中断期間も含め、当時間帯に放送された自社ワイド番組。『情報ライブ ミヤネ屋』（第1部）は2007年10月9日からネットを開始。